# Ceramica di Sciacca

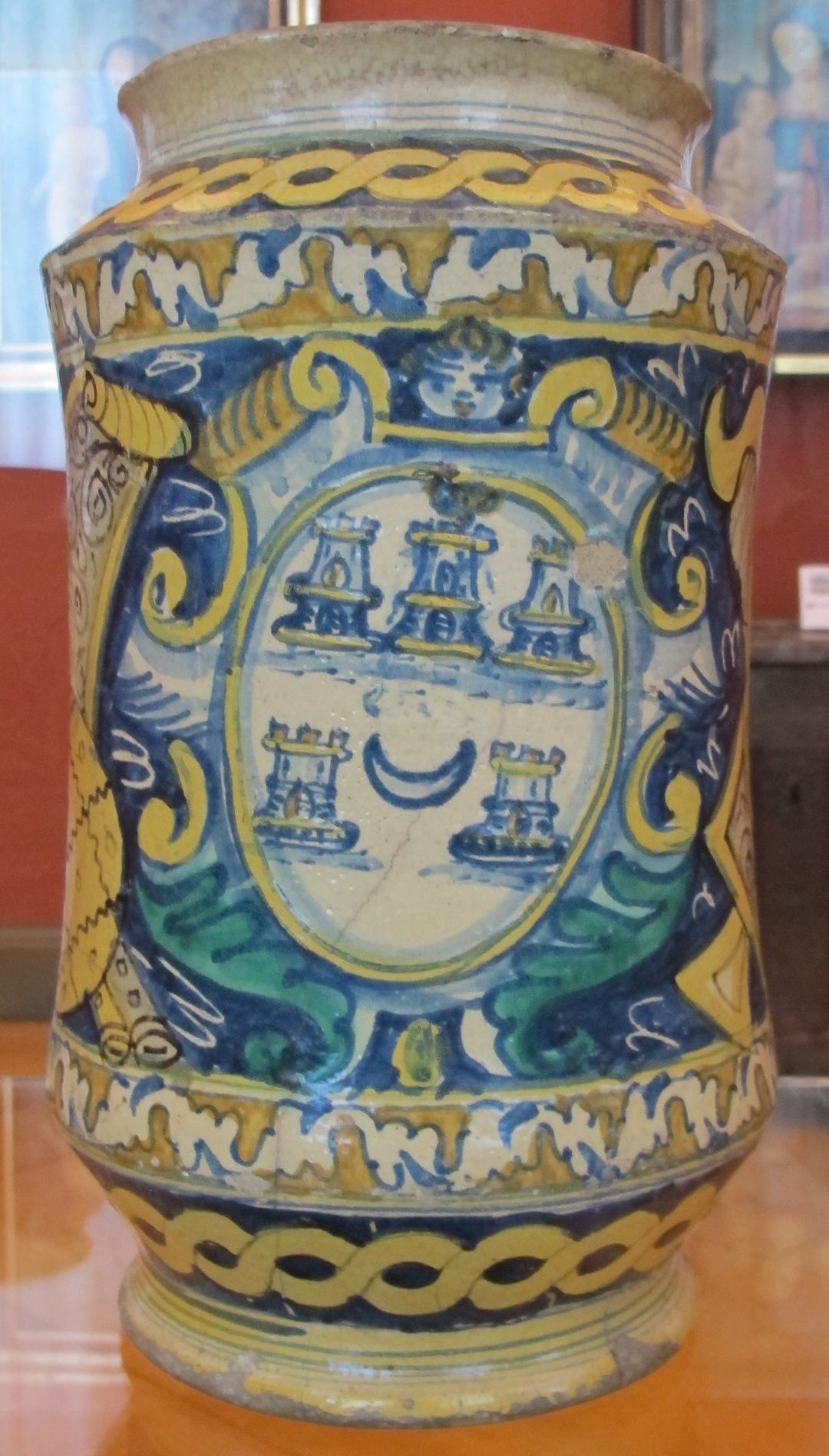
Sciacca o Palermo, albarello, 1600-1650 cikrca, Lindenau Museum

La ceramica di Sciacca è un tipo di ceramica prodotta nell'omonimo centro siciliano.

## Storia
Il territorio di Sciacca può essere considerato la culla della manualità fittile in Sicilia: i numerosi manufatti rinvenuti testimonio che l'argilla si è lavorata fin dal IV millennio a.C. 
Nel 1971 sono stati scoperti nell'attuale piazza Saverio Friscia alcuni forni risalenti al Trecento che indubbiamente venivano utilizzati per la cottura dell'argilla. All'interno e nelle vicinanze dei forni sono stati rinvenuti alcuni frammenti di oggetti invetriati (attualmente presso il Museo della Ceramica di Caltagirone) che secondo gli studiosi risalgono alla seconda metà del XIV secolo. 
È difficile risalire con esattezza all'antica produzione ceramica, in quanto spesso era priva di firma. Dai documenti di archivio si sa che quasi tutta la maiolica che veniva prodotta a Sciacca dal 1400 al 1600 veniva esportata nei più importanti centri della Sicilia e fuori dall'isola.
Presso il Museo di Malta è conservato uno dei quattro alberelli che riporta la firma "Luxutusu Mu Nicola", ovvero del figulo saccense Nicola Lo Sciuto che li produsse attorno al 1470. Nicola Lo Sciuto con i figli Francesco, Cristoforo e Pietro erano conosciuti infra regnum et extra. Un documento riporta la commissione che dei mercanti genovesi di Palermo fecero a Francesco Lo Sciuto, nel 1513, per la fornitura di 2.000 mattoni che servivano ad adornare la Cappella di San Giorgio, presso la Chiesa di San Francesco a Palermo.
Le commissioni che i maiolicari saccensi ricevevano tra il XV ed il XVI secolo erano destinate a mirabili chiese o lussuosi edifici siciliani. Il fatto che alcuni ordinativi fossero ingenti lascia dedurre che più maestri o più botteghe dovessero organizzarsi e collaborare tra di loro per produrre quanto richiesto.
Considerando lo stile che la produzione ceramica saccense aveva fino alla metà del XVI secolo, è evidente l'influenza che la dominazione islamica ebbe sia nelle tecniche che negli stilemi decorativi. Come riporta lo studioso Antonello Governale , i figuli saccensi per secoli hanno ricalcato in modo pedissequo, ovvero secondo criteri non peculiari e del tutto privi di originalità, lo stile ispano-moresco di Valencia e di Manises. In maniera graduale aggiunsero al loro repertorio decorazioni e temi occidentali, compaiono nelle produzioni emblemi araldici, raffigurazioni di animali e di persone. Nel Medioevo la città fu tra le prime a decorare simboli e stemmi in verde ramina e bruno di manganese, e a invetriarlo con vernice piombifera.
Con l'avvento del Rinascimento, sopravvenne l'influenza artistica dei centri culturali della penisola italiana che i figuli saccensi interpretarono in maniera originale, elaborando nel XV e nel XVI secolo manufatti apprezzati per fascino, ricercatezza, accuratezza e raffinatezza non comune.
Nel XVI secolo si afferma l'arte della maiolica prodotta da maestri come Antonino Scoma, Pietro Francavilla, Giuseppe Bonachia detto il Masierato (Mayharata), Antonio Ramanno, i fratelli Vito, Silvestro e Leonardo Lo Bue (Lo Boj).
Nel XII secolo operavano a Sciacca i maiolicari Melchiorre Lo Monte, Vito Giuffrida, Marco ed Antonio Ardizzone, Pietro Salomone, Stefano Daidone, Giuseppe Cirafiso, Baldassere, Antonio e Calogero Perrone, Vito e Giuseppe Licatisi, Stefano ed Antonio Lo Bue, Geronimo Bonachia, Pasquale Li Causi, Giuseppe Blasco.
Nel XIX e nel XX secolo la manifattura saccense si riduce a vasi ed anfore di terracotta (Bùmmulu) prodotti allo stazzone (zona di cui rimane il toponimo).
La ceramica artistica rifiorisce a Sciacca nel 1940 grazie all'impegno di Calogero Curreri che contribuì alla nascita dell'Istituto d'Arte.
A partire dagli anni '60 e '70 del XX secolo, alcuni giovani, anche grazie alla linfa culturale dell'istituto d'arte si dedicano alla pittura e alla scultura applicate alla ceramica, aprendo le prime botteghe commerciali dell'era contemporanea.
Dal 2023 si svolge "Sciacca, Ceramiche d'Autore", una grande festa che prevede estemporanee di produzione della ceramica, tour guidati tra le botteghe dove i ceramisti mostrano l'arte della modellazione, della decorazione, della cottura. Il tutto allietato anche da spettacoli e concerti, con artisti del calibro di Arisa